# ایالت بورنو
بورنو ایالتی در شمال شرق نیجریه، به مرکزیت شهر مایدوگوری است. تشکیل این ایالت به سال ۱۹۷۶ و زمان تقسیم ایالت شمال شرقی برمی‌گردد. تا سال ۱۹۹۱ ایالت یوبه قسمتی از این ایالت محسوب می‌شد.